# Juan de Guevara
Jean de Guevara ou Iñigo de Guevara également appelé Juan de Guevara dans les sources et la littérature (* vers 1418 en Castille ; † 1462), marquis de Vasto, comte d'Ariano, d'Apice et de Potenza, était un noble basque qui vécut dès sa jeunesse au service du roi Alphonse V d'Aragon dans le sud de l'Italie.

## Biographie
Il est né vers 1418 en Castille, fils aîné de Pedro Velez de Guevara, Señor de Oñate, et de Constanza de Tovar. Après la mort de son père, sa mère épousa Ruy López Dávalos, connétable de Castille, qui s'opposa au roi Alphonse V d'Aragon, fut vaincu, s'exila avec sa famille et mourut à Valence en 1428.
Iñigo de Guevara participa probablement à la deuxième campagne d'Alphonse en Sicile (1432) puis (à partir de 1435) aux batailles pour le royaume de Naples. En raison de ses exploits militaires, il se voit confier les possessions de Francesco Sforza et de Micheletto Attendolo, mais qui restent cependant à conquérir.
Lors de la bataille navale de Ponza (5 août 1435), il fut, comme le roi, fait prisonnier, période qu'il passa avec Philippe Marie Visconti à Milan. Après leur libération, il fut de retour sur le terrain en février 1436. En 1438, il remporte la bataille de San Germano et conclut une trêve avec Francesco Sforza. Il fut nommé majordome royal et reçut les villes d'Ariano et d'Apice en 1440 - celles-ci durent également être retirées aux Sforza, ce qu'il obtint en mai 1441. Il joua également un rôle important dans la conquête de Naples (2 juin 1442) et la bataille décisive de Carpenone (28 juin 1442). En juillet, il négocia à nouveau avec Sforza dans le but de le mettre au service du roi et, ce faisant, arrangea le mariage entre le fils de Francesco et la fille d'Alphonse - ce qu'Alphonse considéra à nouveau comme un excès de son autorité et rejeta par la suite. Cependant, cela ne semble pas avoir eu d'impact négatif, puisque Guevara reçut peu après le titre de comte d'Ariano et celui de comte de Potenza en novembre 1442. En 1444, il fut nommé marquis de Vasto.
En 1445, il combattit à nouveau contre Sforza. À partir de 1446, il participa à la campagne toscane d'Alphonse, à partir de laquelle il fut envoyé comme représentant du roi à Rome pour le couronnement du pape Nicolas V en mars 1447. Le 10 septembre 1448, il participa à la tentative infructueuse de conquête de Piombino. Le 26 décembre, il se voit confier la charge de Grand Sénéchal, l'une des sept grandes fonctions du royaume.
En 1451, Iñigo de Guevara fut admis dans l'Ordre de la Toison d'Or. Le but de cette nomination par le duc Philippe le Bon de Bourgogne était d'organiser une croisade ; Afin d'obtenir le soutien d'Alphonse V dans cette entreprise, celui-ci l'avait admis dans l'ordre en 1445 et, six ans plus tard, deux de ses plus importants conseillers (l'autre était Pedro de Cardona, comte de Collesano). La médaille a été remise par Jean le Fèvre, seigneur de Saint-Rémy en tant que roi d'armes, et les chevaliers Jacques de Lalaing et Jean II de Croÿ, qui se sont rendus en Sicile à cet effet.
Deux ans plus tard, la relation entre Alphonse et Guevara a commencé à se refroidir. Au cours d'une campagne qu'il mena à partir d'octobre 1453 en faveur du roi malade, Guevara ignora ses ordres et quitta les troupes à la fin de l'année pour rentrer à Naples. Alphonse semble avoir toléré son comportement, mais Guevara ne semble pas avoir reçu d'autres récompenses au cours des quatre dernières années du règne du roi.
Le changement de gouvernement en 1458 lui donne ses biens, mais réduit le nombre de ses charges ; sa loyauté envers le roi Ferdinand Ier perdura lorsque la noblesse napolitaine se rebella en 1459. Il fut également à ses côtés lors de la défaite de Sarno (it) en juillet 1460, ainsi que lors de la bataille décisive de Troia le 18 août 1462. Après cette bataille, il fut chargé de poursuivre les rebelles dans les Abruzzes, où il fut tué.

## Mariage et descendance
Le premier mariage d'Iñigo de Guevara était avec Lucrezia Sanseverino. Sa seconde épouse était Covella Sanseverino, sœur du duc de Saint-Marc (de). Les enfants issus de son deuxième mariage sont :
- Pedro/Pietro de Guevara, marquis de Vasto, comte d'Ariano et d'Apice, grand intendant du royaume de Naples-Sicile, ⚭ à Andria en 1471 avec Isotta Ginevra des Baux (del Balzo), 2e princesse d'Altamura († 1530), fille de Pierre/Pietro des Baux, 4e Duc d'Andria, 1er Prince d'Altamura, Grand Connétable du Royaume de Naples-Sicile, et Marie Donata Orsini Balzo
- Francisca de Guevara; ⚭ Francisco della Ratta, comte de Caserte
- Antonio de Guevara, comte de Potenza, vice-roi de Naples

## Sources
- Alan Ryder, Guevera, Iñigo in Dizionario Biografico degli Italiani, Tome 60 (2003), [1]
- Detlev Schwennicke, Europäische Stammtafeln, tome III.4 (1989), table 750 (Les Baux de Berre)
- Raphael de Smedt (Hrsg.), Les chevaliers de l’ordre de la Toison d’or au XVe siècle. Notices bio-bibliographiques (Kieler Werkstücke, D 3) 2., verbesserte Auflage, Verlag Peter Lang, Frankfurt 2000  (ISBN 3-631-36017-7), n°48.